# Judy Collins
Judith Marjorie Collins, più nota come Judy Collins (Seattle, 1º maggio 1939), è una cantautrice e attrice statunitense conosciuta come una delle maggiori esponenti della folk music e popolare in genere (pop, country music, rock and roll, musiche per spettacoli teatrali, ecc.). È in grado di cantare nel registro di soprano ed è conosciuta anche per il suo impegno di attivismo politico esteso anche al campo sociale.
Come attrice è apparsa in diversi film e telefilm e per il cinema ha collaborato alla stesura di colonne sonore.

## Biografia
Collins ha avuto una formazione da pianista classica, eseguendo il primo concerto pubblico con musiche di Mozart all'età di tredici anni. Ad interessarla fin da giovanissima è stata però la musica folk ed in particolare quella di Woody Guthrie e Pete Seeger.
Notata mentre suonava nei club del Greenwich Village (New York City), fu ingaggiata nel 1960 dalla Warner Music Group. Ha inciso il suo primo album – A Maid of Constant Sorrow – nel 1961. Inizialmente ha interpretato unicamente brani di altri autori, come appunto Seeger (Turn! Turn! Turn!), ma anche Phil Ochs, Jacques Brel (Marieke) e Bob Dylan (Mr. Tambourine Man), o canzoni del repertorio tradizionale.
Passata alla Elektra Records, ha avuto modo di avvicinare altri autori dalle cui canzoni ha ricavato cover poi divenute celebri, come il Leonard Cohen di Bird on the Wire e la Joni Mitchell di Both Sides Now.

## Judy Blue Eyes
- Janis Joplin
- Joan Baez
- Leonard Cohen
- Bob Dylan
- Joni Mitchell
- Phil Ochs
- Stephen Stills
- David Crosby
- Neil Young
- Graham Nash
- Tom Paxton

Il primo grande successo commerciale di Collins – apprezzata anche per la semplice beltà e per gli occhi di colore azzurro tenue – è stato l'album del 1967 Wildflowers, che includeva le sue prime composizioni come autrice, la prima delle quali era intitolata Since You've Asked. Nell'album – che raggiunse l'ottavo posto nelle classifiche stilate da Billboard – era compresa una canzone di Joni Mitchell, Both Sides Now, per la quale Collins fu premiata l'anno successivo con un Grammy Award.

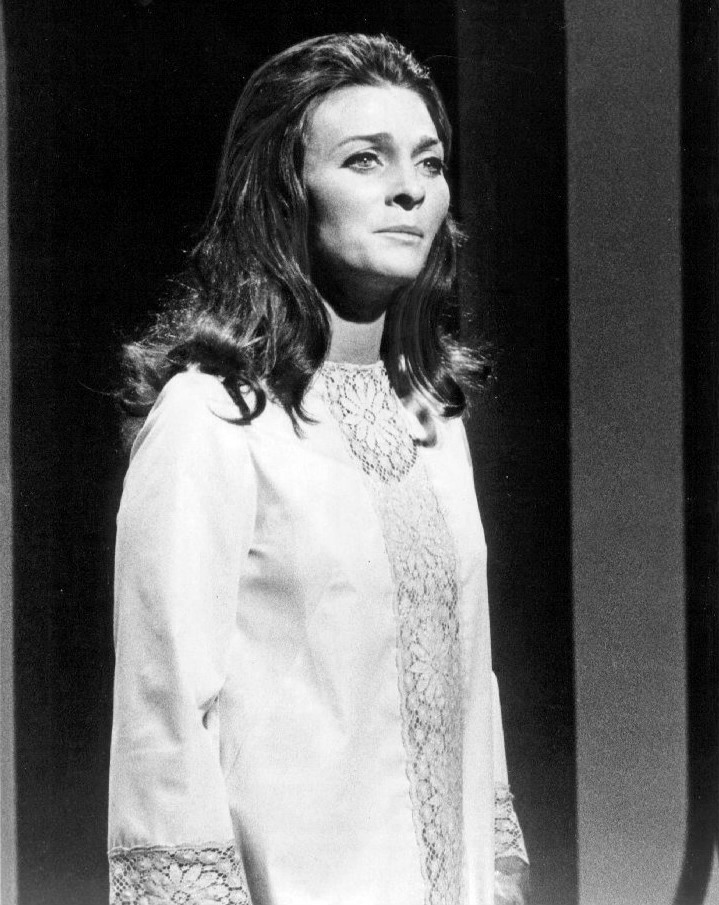
Judy Collins, 1968

Del 1968 è invece l'album Who Knows Where the Time Goes?, prodotto da Stephen Stills, all'epoca componente del supergruppo Crosby, Stills & Nash. È lei la Judy cui è dedicato il brano Suite: Judy Blue Eyes, che Stills compose per il primo album del supergruppo, Crosby, Stills & Nash.
Negli anni settanta, Collins ha consolidato poi il suo repertorio e la sua fama di artista folk ma in grado di esprimersi con successo in generi elitari come il canto gospel (Amazing Grace) e in proprie composizioni, come My Father, contenuta in Who Knows Where the Time Goes?, o Born to the Breed, incisa per l'album Judith del 1975 che contiene tra l'altro Send In the Clowns, parte della commedia musicale A Little Night Music prodotta a Broadway, e che le valse un ulteriore premio Grammy.
La compilation So Early in the Spring - The First 15 Years , distribuita nel 1977, è una raccolta delle sue principali interpretazioni.
Dal 1980 Collins è autrice di libri autobiografici e di novelle e, ancora in attività, continua a incidere dischi e a tenere concerti.
Artista impegnata, autrice di celebri duetti con cantanti come Kris Kristofferson (Me and Bobby McGee) e Leonard Cohen (Suzanne), è diventata rappresentante dell'UNICEF ed è un'attivista che combatte per la soppressione dell'uso delle mine terrestri o navali. La morte per suicidio del figlio Clark Taylor, dopo un periodo di depressione dovuto alla dipendenza da sostanze stupefacenti, l'ha portata a condurre campagne di prevenzione contro il suicidio.

## Discografia

### Album in studio
- A Maid of Constant Sorrow (1961)
- Golden Apples of the Sun (1962)
- Judy Collins #3 (1964)
- Judy Collins' Fifth Album (1965)
- In My Life (1966)
- Wildflowers (1967)
- Who Knows Where the Time Goes (1968)
- Whales & Nightingales (1970)
- True Stories and Other Dreams (1973)
- Judith (1975)
- Bread and Roses (1976)
- Hard Times for Lovers (1979)
- Running for My Life (1980)
- Times of Our Lives (1982)
- Home Again (1984)
- Trust Your Heart (1987)
- The Stars Of Christmas (Selected Especially For Avon) (1988)
- Sanity and Grace (1989)
- Fires of Eden (1990)
- Baby's Bedtime (1990)
- Baby's Morningtime (1990)
- Judy Sings Dylan... Just Like a Woman (1993)
- Come Rejoice! A Judy Collins Christmas (1994)
- Shameless (1994)
- Voices (1995)
- Classic Broadway (1999)
- All on a Wintry Night (2000)
- Classic Folk (2000)
- Judy Collins Sings Leonard Cohen: Democracy (2004)
- Portrait of an American Girl (2005)
- Judy Collins Sings Lennon and McCartney (2007)
- Paradise (2010)
- Bohemian (2011)
- Strangers Again (2015)
- Silver Skies Blue (2016) - con Ari Hest
- A Love Letter to Sondheim (2017)
- Everybody Knows (2017) con Stephen Stills a nome Stills & Collins
- Winter Stories (2019) con Jonas Fjeld & Chatham County Line
- Spellbound (2022)

### Album dal vivo
- The Judy Collins Concert (1964)
- Living (1971)
- Live at Newport (1959-1966) (1996)
- Christmas at the Biltmore Estate (1997)
- Judy Collins Live at Wolf Trap (2000)
- Live at the Metropolitan Museum of Art (2012)
- Live in Ireland (2014)
- Winter Stories: Live From The Oslo Opera House DVD & CD (2020)

### Raccolte
- Recollections (1969)
- Colors of the Day (1972)
- Amazing Grace: the Best of Judy Collins (1972)
- So Early in the Spring... The First 15 Years (1977)
- Wind Beneath My Wings (1992)
- Forever: An Anthology (1997)
- Both Sides Now (1998)
- The Very Best of Judy Collins (2001)
- Judy Collins Sings Leonard Cohen: Democracy (2004)
- The Essential Judy Collins (2004)
- 24 Classic Songs (2008)
- White Bird: Anthology of Favorites (2021)

## Filmografia
Questa la filmografia di Judy Collins come attrice di cinema e televisione (per una filmografia completa come autrice di colonne sonore ed altro materiale cinematografico si rimanda alla scheda dell'Internet Movie Database indicata a fondo pagina):
- The Doctors (1963, serie televisiva)
- La Liga no es cosa de hombres (1972)
- Busco tonta para fin de semana (1973)
- Ninguno de los tres se llamaba Trinidad (1973)
- Sesame Street (1975, serie televisiva, un episodio)
- Junior (1994, film con Arnold Schwarzenegger))
- Christy (1994-1995, serie televisiva, cinque episodi)
- A Town Has Turned to Dust (1998, telefilm basato su una science-fiction di Rod Serling)
- Girls (2013, telefilm) Judy compare nell'ottava puntata della seconda serie mentre sta cantando in un ristorante dove una delle protagoniste cena con i genitori

## Video
- Baby's Bedtime (1992)
- Baby's Morningtime (1992)
- Christmas at the Biltmore Estate (1998)
- The Best of Judy Collins (1999)
- Intimate Portrait: Judy Collins (2000)
- Judy Collins Live at Wolf Trap (2003)
- Wildflower Festival (2003) (DVD con artisti ospiti Eric Andersen, Arlo Guthrie e Tom Rush)
- Live at the Metropolitan Museum of Art (2012) (DVD con artisti ospiti Ani DiFranco, Jimmy Webb e altri)